# یابوس (سودان)
یابوس (به عربی: یابوس) یک منطقهٔ مسکونی در سودان است که در نیل آبی واقع شده‌است.